# Walter Sydney Adams
Walter Sydney Adams (Antiochia di Siria, 20 dicembre 1876 – Pasadena, 11 maggio 1956) è stato un astronomo statunitense.
Nacque da genitori missionari, e fu portato negli Stati Uniti nel 1885. Si laureò al Dartmouth College nel 1898, quindi proseguì gli studi in Germania. Al suo ritorno in America, iniziò una carriera da astronomo che culminò quando divenne direttore dell'Osservatorio di Monte Wilson.
Il suo interesse maggiore era lo studio degli spettri stellari. Lavorò nel campo della spettroscopia solare, e fu co-scopritore di una relazione tra le intensità relative di alcune linee spettrali e la magnitudine assoluta di una stella. Dimostrò che gli spettri potevano essere utilizzati per distinguere le stelle giganti dalle nane. Nel 1915 iniziò uno studio della compagna di Sirio e scoprì che a dispetto della sua massa, pari a quella del Sole, essa ha pressappoco le dimensioni della Terra; la sua luminosità superficiale è dunque molto grande, ma a causa delle piccole dimensioni, essa è invisibile se non nei telescopi più potenti. Una stella del genere venne poi chiamata nana bianca.
Portano il suo nome l'asteroide 3145 Walter Adams, il cratere Adams su Marte, e il cratere Adams sulla Luna che porta, oltre al suo, il nome di John Couch Adams e di Charles Hitchcock Adams.

## Riconoscimenti
- Medaglia d'Oro della Royal Astronomical Society (1917)
- Medaglia Henry Draper (1918)
- Medaglia Bruce (1928)
- Henry Norris Russell Lectureship (1947)